# Киреев, Владимир Петрович
Владимир Петрович Киреев (род. 6 июля 1946, Москва, СССР) — советский и российский научный деятель, конструктор и учёный в области разработки и организации производства артиллерийских боеприпасов. Профессор, Лауреат Государственной премии СССР (1989), Заслуженный деятель науки и техники, доктор технических наук (1982), Президент РАРАН (1993—2006).

## Биография
Владимир Петрович Киреев родился в Москве в Краснопреснянском районе в семье военнослужащего. Мать — Киреева (Полянская) Мария Тимофеевна (1921 года рождения), отец — Киреев Петр Павлович (родился в 1919).
В 1969 году окончил Московский государственный технический университет имени Н. Э. Баумана. Затем был распределен в НИМИ (Научно-Исследовательский Машиностроительный Институт).
В 1972 году стал членом КПСС.
В 1972 году защитил кандидатскую диссертацию. В 1982 — получил степень доктора наук.
В период с 1991 по 2005 годы занимал должность генерального директора и генерального конструктора НИМИ.
Владимир Петрович Киреев стоял у истоков воссоздания Российской академии ракетных и артиллерийских наук (РАРАН).
В 1993 году стал Первым Президентом РАРАН, а в 2001 году был переизбран на второй срок.
Автор книги «Ракетно-артиллерийское вооружение» (2004) об основных современных на то время образцах техники, которые представляли основу российского ракетного, ствольного и реактивного оружия, о противотанковой артиллерии и противотанковых ракетных комплексах, вооружениии танков и боевых машин.

## Семья, хобби
Жена — Киреева Елена Ивановна. Сын — Андрей (1972) и дочь — Екатерина (1973).
Владимир Петрович увлекается охотой и рыбалкой.

## Награды, премии
- Лауреат Государственной премии СССР (1989)
- Орден «Знак почета»
- Заслуженный деятель науки и техники